# Франклин (окръг, Мисури)
Вижте пояснителната страница за други населени места с името Франклин.
Окръг Франклин (на английски: Franklin County) е окръг в щата Мисури, Съединени американски щати. Площта му е 2411 km², а населението - 100 898 души. Административен център е град Юниън.